# Route nationale 151 (Argentine)
Pour les articles homonymes, voir Route nationale 151.

Trajet de la route nationale 151.

La Route nationale 151 ou Ruta Nacional 151 est une route d'Argentine, qui parcourt le nord de la province de Río Negro et l'ouest de la province de La Pampa. Son trajet long de 315 kilomètres relie la ville de Cipolletti (commune faisant partie de l'agglomération du Grand Neuquén, où convergent la route nationale 22, la route provinciale 65 et cette route-ci), avec la route nationale 143, à 21 km au sud de Santa Isabel.
La route est totalement asphaltée. 
Elle traverse la frontière entre les provinces de Río Negro et de La Pampa par le Pont-barrage Punto Unido de 184 mètres de long sur le Río Colorado, inauguré le 25 mai 1972. 

## Localités traversées

### Province de Río Negro
Parcours : 150 km (km 0 à 150).
- Département de General Roca : Cipolletti (km 0-3), Ferri (km 7), Cinco Saltos (km 13), Barda del Medio (km 28) et Catriel (km 128).

### Province de La Pampa
Parcours : 165 km (km 150 à 315).
- Département de Puelén : Veinticinco de Mayo (km 150) et Puelén (km 195).
- Département de Chical Co : Pas de localités notables.
- Département de Chalileo : Pas de localités notables.